# 瑞典迷

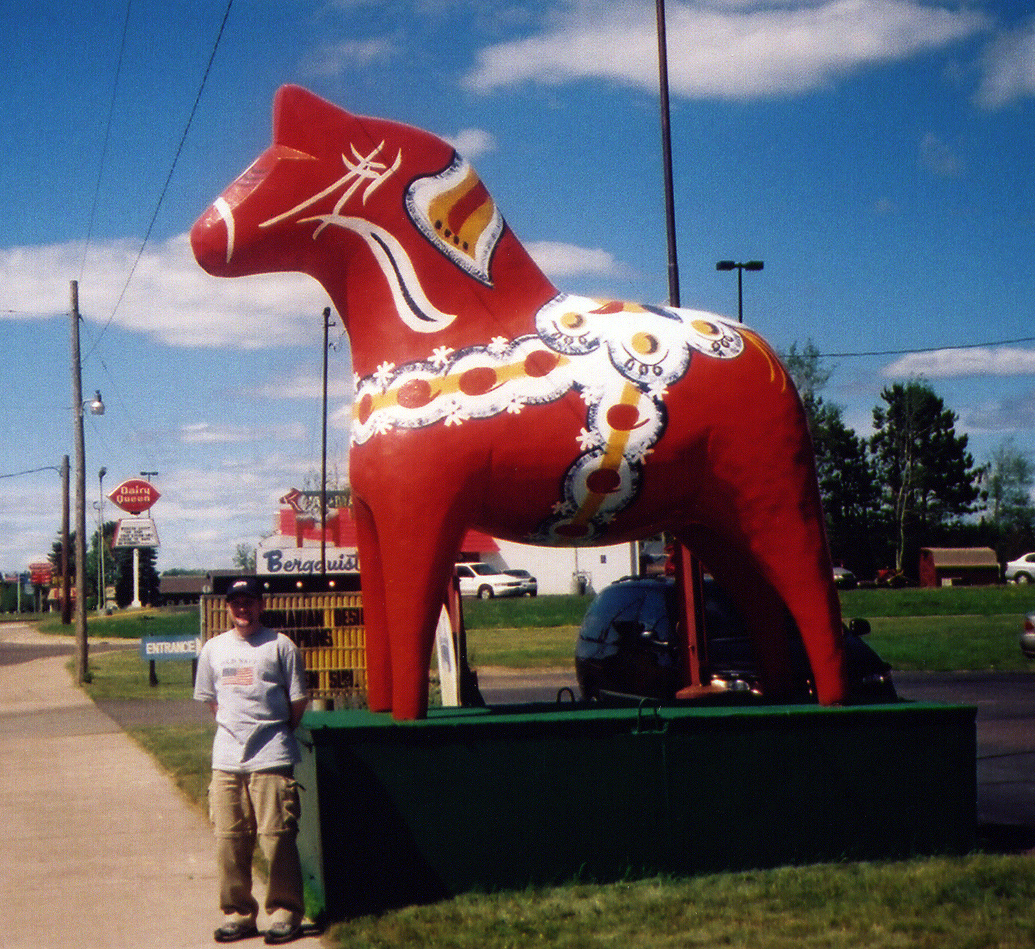
瑞典民間文化的傳統象徵達勒卡利亞馬

瑞典迷通常指的是对瑞典的文化、语言有极大兴趣的非瑞典人。
一位著名瑞典迷是19世纪的美国人威廉·威杰里·托马斯，他曾担任美国驻瑞典大使，並于1892年出版了《瑞典与瑞典人》（Sweden and the Swedes）一书，他在书中呼吁美国人要更好地理解移民至美国的瑞典人，还要更友善地对待他们。
位于日本北海道的瑞典丘是一座受瑞典田园小镇启发的村庄。这里大约有400名常住人口，也有几百名来此度假的游人，当地人都欣然接受了瑞典语言和传统。